# آرتی (ویرجینیای غربی)
آرتی (به انگلیسی: Artie) یک منطقهٔ مسکونی در ایالات متحده آمریکا است که در شهرستان رالی، ویرجینیای غربی واقع شده‌است. آرتی ۴۱۰٫۸۸ متر بالاتر از سطح دریا واقع شده‌است.